# Iriomotekat
De iriomotekat  (Prionailurus bengalensis iriomotensis, Japans: 西表山猫 Iriomote-yamaneko) is zeer zeldzaam en komt alleen voor op de Riukiu-eilanden en het Japanse eiland Iriomote. De Iriomotekat wordt door biologen beschouwd als een "levend fossiel", dit omdat het lichaam van deze kat nauwelijks is geëvolueerd. Met een populatie van onder de 100 is deze kat een van de meest bedreigde katachtigen op de wereld.

## Gedrag
De Iriomotekat is eenzelvig maar de territoria van individuen overlappen elkaar. Het territorium van een mannetje varieert in grootte van 2,1 tot 4,7 vierkante kilometer. Het territorium van de vrouwtjes is wat kleiner met 0,95 tot 1,55 vierkante kilometer.
Deze katten jagen dag en nacht in de bomen en op de grond. De Iriomotekat is een opportunistisch roofdier en een gemakkelijke eter. Men zegt dat deze katten in de zomer het meest actief zijn bij nacht. Overdag zou de kat zich verstoppen in rotsspleten of holle bomen, om hier 's nachts uit te komen om te jagen. In gevangenschap is het een enthousiast zwemmer. Het is bekend dat de kat in het wild rivieren oversteekt en vermoedelijk ook vis en krab eet.